# Benenden
Benenden est une localité du borough de Tunbridge Wells dans le Kent en Angleterre.
La population était de 2,374 habitants en 2011.

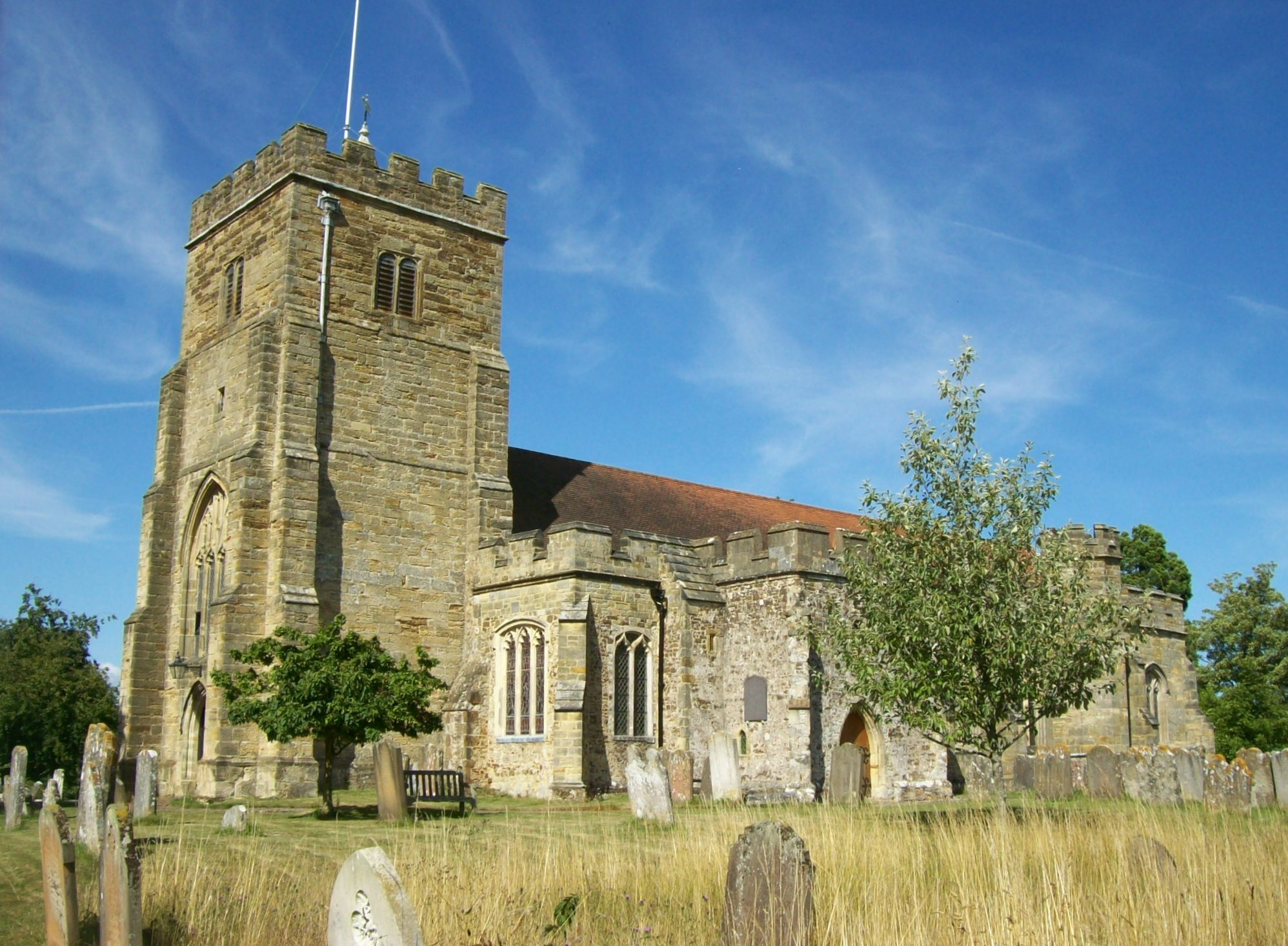
Église Saint-George

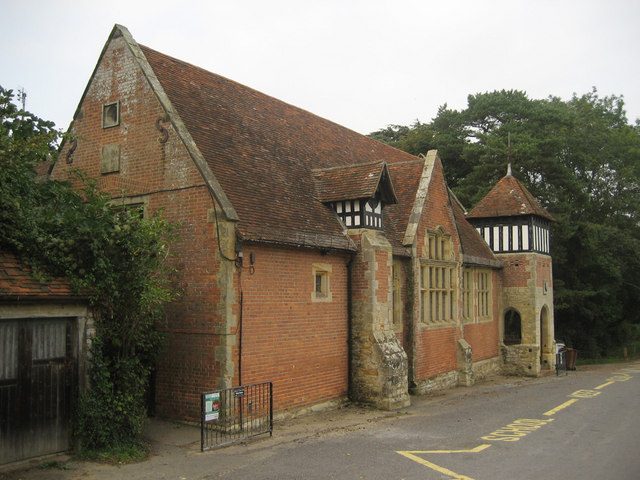
École primaire

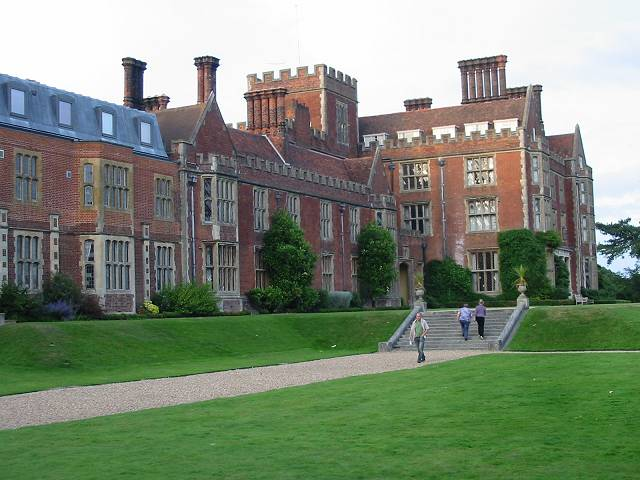
Benenden School, bâtiment principal

L'église Saint-George a été déclarée un monument historique de classe II*. L'école primaire du village est un monument historique de classe II.
On trouve au nord de la ville un établissement privé réputé, Benenden School (en).

## Personnalités
- Edmund Hinkly (1817-1880), joueur professionnel de cricket, est né à Benenden.
- Jean Maridor (1920-1944), pilote de chasse des FFL, mort au dessus de Benenden en attaquant un V1.